# Belina Lariça
Belina Lariça Miguel Baptista (née le 11 février 1980) est une joueuse angolaise de handball féminin. Elle a fait partie de l'équipe d'Angola de handball féminin aux Jeux olympiques d'été de 2004 à Athènes.

## Palmarès

### En équipe nationale
Jeux olympiques
- 9e place aux Jeux olympiques 2004[1].

Championnats d'Afrique
- Médaille d'or au championnat d'Afrique 2004
- Médaille d'or au championnat d'Afrique 2006